# Fachverband Medizingeschichte
Der Fachverband Medizingeschichte ist eine Vereinigung von Personen, die an wissenschaftlichen Einrichtungen im Fach Geschichte der Medizin in der Forschung oder in Forschung und Lehre tätig sind. Der Fachverband ist Mitglied der Arbeitsgemeinschaft der Wissenschaftlichen Medizinischen Fachgesellschaften (AWMF).

## Ziele
Der Fachverband Medizingeschichte hat den Zweck, Wissenschaft und Forschung im Fach Geschichte der Medizin sowie an den Medizinischen Fakultäten die Anliegen des Querschnittsbereichs „Geschichte, Theorie und Ethik der Medizin“ – soweit vorhanden – im Interesse der Medizingeschichte zu fördern, die Anliegen des Hochschulfaches Geschichte der Medizin zu beraten und das Fach sowie die Medizinhistoriker, die an wissenschaftlichen Hochschulen in Forschung und/oder Lehre tätig sind, in Fragen des Berufs, des Unterrichts und der Forschungs- und Nachwuchsförderung gegenüber Bund, Ländern, Institutionen und der Öffentlichkeit zu vertreten.

## Aktivitäten

### Veranstaltungen
Die Gesellschaft veranstaltet Fachtagungen, wissenschaftliche Symposien und Fortbildungsmaßnahmen zu Themen des Fachgebietes.

### Stellungnahmen
Der Fachverband nimmt öffentlich Stellungen zu aktuellen wissenschaftlichen und wissenschaftspolitischen Themen.

### Auszeichnungen
Die Gesellschaft zeichnet seit 2019 jährlich medizinhistorische Forschungsarbeiten von Wissenschaftlern mit dem „Förderpreis des Fachverbandes Medizingeschichte e. V.“ aus.

## Geschichte
Der Fachverband Medizingeschichte konstituierte sich am 28. Oktober 1978 in Mainz auf Initiative der Arbeitsgemeinschaft der Hochschullehrer für Geschichte der Medizin. Seit 1979 ist die Gesellschaft Mitglied der AWMF.